# Granmoun Lélé
Julien Ernest Philéas de son vrai nom, Granmoun Lélé est un chanteur réunionnais né le 28 février 1930  à Saint-Benoît et décédé le 14 novembre 2004. Il est considéré comme un des plus grands artistes réunionnais.

## Biographie
Le mot Granmoun qui apparaît dans son surnom est un terme du créole réunionnais désignant les personnes âgées. Et lélé vient du fait que sa mère l'appelait toujours pour le goûter Julien, lé lait!.
Adolescent, il travaille comme ouvrier-ajusteur dans une usine sucrière. Après sa semaine de travail, Gramoun Lélé chante dans les Kabars, ces lieux où, selon l’héritage malgache, les hommes et les femmes se réunissent pour danser au son des instruments traditionnels de l’île. Dans ces Kabars, l’on joue aussi du Maloya, cette musique héritée des ancêtres réduits en esclavage qui, depuis l’Afrique, amenèrent leurs percussions et leurs rythmes mystiques.
Initié très jeune aux rites tamouls par son père, et aux cérémonies malgaches par sa mère, Gramoun Lélé conserve dans son Maloya une dimension spirituelle. Il s’inspire de ses rêves, de ses expériences et de la nature qui l’entoure. Mais c’est dans le cadre de la famille que l’artiste cultive réellement ses racines musicales. Ces dernières années, parmi les douze musiciens qui accompagnaient sa voix unique, sept d’entre eux étaient ses enfants.
Il était aussi membre du Parti communiste réunionnais (PCR) de la section de Saint-Benoît.
Gramoun Lélé décède à l'âge de 74 ans, le 14 novembre 2004, des suites d’une longue maladie rénale. Il lègue plus de 200 titres à la culture du maloya dont il est une des plus grandes figures.

## Discographie
- 1995 : Soleye, Indigo.
- 1998 : Dan ker Lele, Indigo.
- 2003 : Zelvoula, Marabi.

## Honneurs et distinctions
Le 20 décembre 2008, le Conservatoire de Saint-Benoît est renommé le Centre Granmoun Lélé.